# The Ghosts of Versailles
The Ghosts of Versailles ist eine Oper (Originalbezeichnung: „Grand opera buffa“) in zwei Akten von John Corigliano (Musik) mit einem Libretto von William M. Hoffman nach Motiven aus Pierre Augustin Caron de Beaumarchais’ La mère coupable. Die Uraufführung fand am 19. Dezember 1991 an der Metropolitan Opera New York statt.

## Handlung

### Erster Akt
Prolog. Gegenwart; Marie Antoinettes Privattheater im Petit Trianon in Versailles; nahezu leere Bühne mit Fragmenten des Theaters; darin der Wohnsitz der Almavivas in Paris im Herbst 1793
Die Geister von Marie Antoinette, ihrem einstigen Gatten Louis XVI. und ihren Höflingen beschäftigen sich gelangweilt mit Klatsch und Tratsch. Eine elegante Dame mit übergroßem Kleid und Hut singt ein Lied auf Worte von Beaumarchais. Louis unterhält sich mit einem Marquis darüber, dass sich Beaumarchais in die Königin verliebt habe. Louis scheint das nicht zu stören. Marie Antoinette hat jedoch genug von der Liebe. Sie will ihre Vergangenheit nur noch vergessen (Arie Marie Antoinette: „They are always with me“). Beaumarchais stellt den Anwesenden seine neue Oper Ein Figaro für Antonia vor, um ihre Stimmung zu heben. Er klatscht in die Hände, worauf der Wohnsitz des Grafen Almaviva sichtbar wird. Figaro tritt ein, verfolgt von seiner Frau Susanna, dem Grafen, Gläubigern und ehemaligen Geliebten (Arie Figaro: „They wish they could kill me“). Beaumarchais schließt den Vorhang seiner kleinen Bühne, und die Geister applaudieren. Marie Antoinette weint gar vor Rührung. Daraufhin verspricht Beaumarchais ihr, sie wieder ins Leben zurückzubringen. Mit Hilfe ihres Halsbands will er die Vergangenheit so verändern, dass die Revolution nie stattfand und sie nicht hingerichtet wurde.
Szene 1. Paris im Herbst 1793; Wohnsitz der Almavivas
Beaumarchais erklärt den Geistern die Lebensumstände seiner Operncharaktere: Almavivas Gattin Rosina hat ihren Mann mit dem Pagen Cherubino betrogen und mit diesem den Sohn Léon gezeugt. Das hat ihr Almaviva nie vergeben. Er verweigert daher die Zustimmung, als Léon seine illegitime Tochter Florestine heiraten will. Diese soll stattdessen seinen besten Freund Patrick Honoré Bégearss ehelichen – den Bösewicht der Oper. Beaumarchais hat inzwischen Almaviva die Kette Marie Antoinettes zugespielt, und der will sie an den englischen Gesandten in der türkischen Botschaft verkaufen, um mit dem Geld der bereits eingekerkerten Marie Antoinette die Flucht nach Amerika zu ermöglichen. Als Figaro und Susanna zum Putzen hereinkommen, versteckt Almaviva die Kette schnell. Susanna findet sie aber sofort. Sie und Figaro bitten den Grafen, der Hochzeit von Léon und Florestine zuzustimmen. Sie halten Bégearss für einen Spion der Revolutionäre und haben bereits dessen Diener Wilhelm beim Durchsuchen der Zimmer ertappt. Empört über diese Einmischung in seine Angelegenheiten entlässt Almaviva Figaro aus seinen Diensten und zieht sich zurück. Figaro und Susanna beobachten aus einem Versteck, wie Bégearss und Wilhelm sich über ihre hinterhältigen Pläne unterhalten. Bégearss nutzt jede Gelegenheit, um Wilhelm zu verprügeln. Er preist seine Verschlagenheit in einer Arie über den Wurm, den er als König der Tiere ansieht (Arie Bégearss: „Oh, the lion may roar“).
Szene 2. Das Theater in Versailles
Marie Antoinette leidet mit der jungen Florestine. Sie erinnert sich an ihre eigene Einsamkeit und ihre Ängste nach ihrer Ankunft in Paris im Alter von vierzehn Jahren. Beaumarchais tröstet sie damit, dass sie damals vom Volk liebevoll empfangen worden war. Aus Eifersucht greift Louis zu seinem Schwert, doch Beaumarchais lässt die Oper fortfahren.
Szene 3. Rosinas Boudoir und eine Laube im Garten des Almaviva-Wohnsitzes in Spanien
Rosina fleht Almaviva vergeblich an, die Heirat ihrer Kinder zu genehmigen. Sie erinnert sich an ihre zwanzig Jahre zurückliegende Liebe zu Cherubino und sieht sich mit diesem im Garten von Aguas Frescas beim zärtlichen Spiel (Duett Cherubino/Rosina: „Look at the green here in the glade“).
Szene 4. Versailles
Gleichzeitig vergleicht Beaumarchais seine eigenen Gefühle für Maria Theresia mit denen des jungen Paares und versucht offen, sie zu verführen (Quartett mit Marie Antoinette/Beaumarchais: „My soul is closed to sweet pleasures“). Louis gerät vollends in Rage und fordert Beaumarchais zum Duell (Duell-Lied der Geister: „He will cut you into pieces“). Er durchbohrt Beaumarchais mit seinem Schwert. Da beide jedoch bereits tot sind, hat dies keine Konsequenzen. Die anderen Geister lachen und kämpfen ebenfalls miteinander.
Szene 5. Ein Gala-Empfang in der Botschaft der Hohen Pforte
Almaviva, Rosina und Susanna wollen dem britischen Botschafter das Halsband verkaufen. Während sie warten, unterhält Suleyman Pasha sie mit einem Divertissement. Florestine und Léon beobachten die Szene aus einem Versteck. Da erscheint Bégearss mit seinem Diener und einigen als Diplomaten verkleideten Revolutionsgarden, die er anweist, erst dann zuzuschlagen, wenn Almaviva die Kette hervorholt. Endlich trifft der Botschafter ein. Gerade als der Verkauf vonstattengehen soll, ruft der Suleyman die Hauptattraktion herein: die Tänzerin Samira (Cabaletta Samira: „Limatha hajartani?“). Als Bauchtänzerin verkleidet mischt sich Figaro unter die Tänzer. Während nach der Darbietung Früchte verteilt werden, versuchen Almaviva und der Botschafter, ihren Handel zum Abschluss zu bringen. Figaro schnappt ihnen jedoch die Kette weg. Eine wilde Jagd beginnt, doch Figaro kann entkommen. Die Dame mit Hut erscheint als Walküre verkleidet und ruft aus: „Das ist keine Oper! Wagner ist Oper!“

### Zweiter Akt
Szene 1. Das Theater in Versailles; Figaros und Rosinas Schlafzimmer
Nach der Pause treffen die Geister nur allmählich ein, so dass sich die Fortsetzung der Oper verzögert. Marie Antoinette sehnt sich jetzt wieder nach ihrem Leben zurück. Im Theater warten Almaviva, Rosina und Florestine ungeduldig auf die Rückkehr Figaros. Beaumarchais erklärt den Geistern, dass dieser das Halsband zurückgegeben und dann zusammen mit dem Grafen die Königin aus dem Gefängnis retten werde. Figaro hält sich jedoch nicht an das Skript und weigert sich, das Halsband abzugeben. Für ihn ist Marie Antoinette eine arrogante, dekadente Verräterin. Lieber will mit dem Geld selbst nach London fliehen. Er eilt hinaus. Beaumarchais ist empört (Arie Beaumarchais: „I risk my soul for you, Antonia“). Louis und die Dame mit Hut dagegen halten diese Wendung für einen genialen Theatercoup. Trotz Marie Antoinettes Warnung springt Beaumarchais auf die Bühne, um persönlich in die Handlung der Oper einzugreifen.
Szene 2. Figaros und Rosinas Schlafzimmer
Almaviva droht Susanna mit Entlassung, sollte sie ihren Mann nicht finden. Sie und Rosina beklagen sich über das Verhalten ihrer Männer (Duett: „As summer brings a wistfull bressze“). Rosina verlässt Susanna nach einem Abschiedskuss. Unmittelbar darauf tritt Figaro wieder ein, um sich zu verstecken. Da erscheint Beaumarchais aus dem Nichts neben ihm und entführt ihn in die Geisterwelt. Auch Susanna verschwindet. Sie und Figaro betrachten ihre neue Umgebung mit Verwunderung.
Szene 3. Der Tempel der Liebe in Versailles und das Revolutionstribunal im Palais de Justice
Der Geist Marie Antoinettes erklärt Figaro, dass er hier sei, um sie zu retten. Doch dazu müsse er die Juwelen zurückgeben. Da Figaro ihr nicht glaubt, zeigt ihm Beaumarchais ihre Verhandlung vor dem Tribunal, in der er selbst den grausamen Ankläger spielt, während Marie Antoinette ihre Unschuld beteuert. Figaro ist entsetzt über die Ungerechtigkeit dieses Prozesses. Er entschuldigt sich bei der Königin.
Szene 4. Eine Straße in Paris
Angestachelt von Bégearss fordert eine Gruppe revolutionärer Frauen die Hinrichtung Marie Antoinettes.
Szene 5. Der Ballraum in Almavivas Haus
Die noch nicht verhafteten Adligen versammeln sich ein letztes Mal zu prächtigen Ball. Sie sind bereits an roten Bändern um den Hals als künftige Opfer zu erkennen. Ungesehen mischen sich drei Geister unter sie. Rosina und Almaviva begrüßen die Gäste, während Florestine sehnsüchtig nach Léon Ausschau hält. Die Tänze beginnen. Als Léon eintrifft, wird Almaviva wütend. Es gelingt Rosina jedoch schnell, ihn zu beruhigen. Obwohl Almaviva einsieht, dass er selbst genauso schuldig ist wie seine Frau, kann er ihr noch nicht vergeben (Quartett: „Remember the chestnut trees“). Die Feier wird jäh durch das Eintreffen der Revolutionäre unter Bégearss unterbrochen, die alle Gäste festnehmen. Unbeobachtet treten Figaro und Beaumarchais ein, und Figaro übergibt Bégearss das Halsband. Almaviva bittet Figaro um Vergebung dafür, dass er ihm nicht geglaubt hatte. Als Bégearss droht, alle zu töten, wenn Almaviva ihm nicht seine Tochter zur Frau gibt, greift Beaumarchais ein. Seine Versuche, Bégearss mit magischen Geste aufzuhalten, bleiben jedoch wirkungslos. Ihm und Figaro gelingt immerhin die Flucht, während die anderen abgeführt werden.
Szene 6. Das gotische Gewölbe des Conciergerie-Gefängnisses
Die eingekerkerten Aristokraten warten auf ihre Hinrichtung. Unter ihnen befindet sich auch eine alte Fürstin mit großspurigen Manieren und einem extravaganten Hut, die imaginären Gästen imaginären Tee serviert. Sie ist die lebende Version der Dame mit Hut. Die meisten anderen Gefangenen versuchen zu schlafen. Wilhelm und einige Wachen bringen Almaviva und seine Verwandten in die Zelle. Als Wilhelm sich Rosina unsittlich nähern will, kommt es zu einem kurzen Streit mit Almaviva. Wilhelm gibt schnell nach, da auf seinen Gegner ja sowieso die Guillotine wartet. Nachdem er gegangen ist, versöhnen sich Almaviva und Rosina endlich, und der Graf bittet auch Léon um Vergebung (Quartett: „O God of Love“). Marie Antoinette und die anderen sprechen ein Gebet (Miserere). Im Morgengrauen betreten zwei verhüllte Gestalten die Zelle: Figaro und Beaumarchais unternehmen einen letzten Rettungsversuch. Mit Bestechung und etwas Gewalt konnten sie in den Kerker eindringen, doch den Schlüssel zur Zelle der Königin hat Wilhelm. Das ist eine Aufgabe für Susanna und die anderen Frauen. Sie locken Wilhelm in die Zelle und überwältigen ihn. Doch als Almaviva die Königin befreien will, erscheint Bégearss mit seinen Leuten. Er lässt seinen Diener, der versagt hatte, verhaften, und wiederholt sein Ultimatum vom Vorabend: Die Hand Florestines oder den Tod der ganzen Familie. Figaro rettet die Lage, indem er Bégearss vor den Wachen denunziert und als Beweis das Halsband nennt, dass dieser für sich selbst behalten wollte. Wilhelm durchsucht seinen ehemaligen Herrn und findet das Halsband. Während Bégearss abgeführt wird, können die anderen fliehen. Beaumarchais selbst versucht, Marie Antoinette zu befreien. Doch diese besteht darauf, der Geschichte ihren Lauf zu lassen. Sie gesteht Beaumarchais ihre Liebe (Arie: „She must stay and ride the cart“).
Finale. Place de la Révolution
Während die Almaviva-Familie mit einem Ballon in die neue Welt reist, wird Marie Antoinette unter den Gesängen der Menge zur Guillotine geführt und hingerichtet. Sie und Beaumarchais nehmen in Aguas Frescas wieder ihre Plätze unter den anderen Geistern ein. Beaumarchais legt Marie Antoinette das Halsband um und küsst ihre Hand.

## Gestaltung
Um die Herausforderungen des komplexen Librettos zu meistern, orientierte sich der Librettist William M. Hoffman an verschiedenen älteren Werken wie den Opern Claudio Monteverdis, Richard Strauss’ Ariadne auf Naxos oder auch den Theaterstücken von Beaumarchais selbst.
Corigliano sah sein Werk in der Tradition der Opera buffa und erklärte, dass ihn diese Form dazu zwang, von Anfang bis Ende wunderschöne Ensemblesätze zu schreiben. Da er zugleich die großzügige Ausstattung einer großen Oper nutzte, wählte er die Gattungsbezeichnung „Grand opera buffa“. Trotz der komödienhaften Züge betrachtete Corigliano The Ghosts of Versailles als ernsthaftes Werk über die Veränderung, und die unterschiedlichen Wege, in der sie vonstatten gehe: entweder durch Gewalt und Revolution oder evolutionär, indem man die Vergangenheit annehme, in der Gegenwart lebe und in die Zukunft schaue. Die Botschaft der gesamten Oper sei, dass all dies ohne Zerstörung vonstattengehen könne. Um diese Ideen umzusetzen, griff Corigliano zum Mittel der gleichzeitigen Darstellung verschiedener Ebenen. So findet beispielsweise in der Gartenszene (I:3) die zwanzig Jahre zurückliegende Liebesgeschichte Rosinas und Cherubinos simultan mit Beaumarchais Versuch statt, Marie Antoinette zu verführen. Häufig verschwimmen die Grenzen zwischen der äußeren Welt und dem Theaterspiel.
Um den historischen Elementen der Oper den „Duft“ der Figaro-Opern von Mozart und Rossini zu geben, integrierte Corigliano an deren Stil erinnerndes Musikmaterial, das von einem kleinen Buffo-Orchester auf der Bühne begleitet wird. Wie in den Opern des späten 18. Jahrhunderts gibt es auch hier Rezitative, Arien und Ensemblesätze. Den klanglichen Hintergrund für die Geisterszenen erzeugt ein Synthesizer, der bei der Uraufführung zum ersten Mal an der Metropolitan Opera zum Einsatz kam. Außerdem gibt es verschiedene Anspielungen an andere Musikstile von Richard Strauss bis zu Gilbert und Sullivan.
Bemerkenswert ist die gute Textverständlichkeit der Gesangspartien, die Corigliano durch bequeme Stimmlagen für die Sänger und eine ausgedünnte Orchesterbegleitung erreichte.

### Orchester der Urfassung von 1992
Die Orchesterbesetzung der Fassung für die Metropolitan Opera enthält die folgenden Instrumente:
- Holzbläser: drei Flöten (auch Piccolo), drei Oboen (auch Englischhorn), drei Klarinetten (auch Es-Klarinette und Bassklarinette), drei Fagotte (auch Kontrafagott)
- Blechbläser: vier Hörner, vier Trompeten, drei Posaunen, Tuba
- Pauken, Schlagzeug (vier Spieler)
- Harfe
- Klavier, Synthesizer
- Streicher
- Bühnenmusik auf der Bühne (Spieler aus dem Hauptorchester): Flöte, Oboe, Bratsche, Schlagzeug

### Orchester der Standard-Fassung von 1995
In dieser Fassung spielen die Bühnenmusiker innerhalb des Orchestergrabens. Die kleineren Gesangspartien (bis auf die zehn Hauptdarsteller) können von Choristen übernommen werden.
- Holzbläser: zwei Flöten (1 auch Piccolo), zwei Oboen (1 auch Englischhorn), zwei Klarinetten (auch Es-Klarinette und Bassklarinette), zwei Fagotte (1 auch Kontrafagott)
- Blechbläser: zwei Hörner, zwei Trompeten, zwei Posaunen
- Pauken, Schlagzeug (zwei Spieler)
- Harfe
- Klavier (auch Celesta und Synthesizer) oder Mandoline und Gitarre, Synthesizer
- Streicher
- Bühnenmusik im Graben (Spieler aus dem Hauptorchester): Flöte, Oboe, Bratsche, Schlagzeug

### Reduzierte Orchesterfassung
Diese Fassung erstellte der Komponist John David Earnest für eine Produktion des Opera Theatre of Saint Louis 2009.
- Holzbläser: zwei Flöten (beide auch Piccolo), zwei Oboen (1 auch Englischhorn), zwei Klarinetten (auch A-Klarinette, Es-Klarinette und Bassklarinette), zwei Fagotte (1 auch Kontrafagott)
- Blechbläser: zwei Hörner, zwei Trompeten, zwei Posaunen
- Pauken, Schlagzeug (drei Spieler)
- Harfe
- Synthesizer, Klavier (Celesta)
- Streicher

## Werkgeschichte
John Corigliano erhielt den Auftrag zu seiner Oper The Ghosts of Versailles von der Metropolitan Opera New York aus Anlass von deren hundertjährigen Jubiläum. Es handelte sich um den ersten Kompositionsauftrag der Metropolitan Opera für eine neue Oper seit einem Vierteljahrhundert. Erste Vorüberlegungen gehen bis zu einem Abendessen des Komponisten mit dem musikalischen Direktor der Metropolitan Opera, James Levine, und der Sopranistin Renata Scotto im Jahr 1979 zurück. Das Libretto schrieb der mit ihm befreundeten Dichter William M. Hoffman. Es basiert auf Motiven aus Pierre Augustin Caron de Beaumarchais’ La mère coupable, dem dritten Teil seiner Figaro-Trilogie, und ist somit eine Fortsetzung von Rossinis Il barbiere di Siviglia und Mozarts Le nozze di Figaro. Hoffman empfand die Dramaturgie dieses Werks jedoch als schwach, und Corigliano wollte weder einen „zwölftönigen“ Figaro schreiben noch sich auf einen neoklassischen Stil wie Strawinsky in The Rake’s Progress einlassen, von dem er sich bereits im Alter von 25 Jahren gelöst hatte. Außerdem sollte das Werk auch für ein modernes Publikum relevanter sein als die häuslichen Probleme von Adligen des 18. Jahrhunderts und ihrer Bediensteten. Ihm schwebte eine „Welt aus Rauch“ vor, durch die man in die Vergangenheit und zurück reisen könnte. Die Musik sollte entsprechend zwischen leicht verzerrten Abbildern Mozarts und Rossinis und der abstrakten atonalen und mikrotonalen Kompositionsweise seiner eigenen Filmpartituren hin und her wechseln. Hoffman schlug daraufhin eine Traumwelt und eine Geisterwelt vor und erzählt Corigliano vom Charakter Beaumarchais’ und der brutalen Zeit der Französischen Revolution, in der die Vorlage spielte. Corigliano sah darin eine Parallele zu bestimmten Tendenzen der Neuen Musik, in der ebenfalls alles alte geradezu fanatisch abgewiesen wurde. Die Produktion sah aufgrund des Anlasses eine ungewöhnlich große Besetzung vor.
Die Uraufführung fand am 19. Dezember 1991, acht Jahre nach der ursprünglich angedachten Jubiläums-Spielzeit, unter der Leitung von James Levine in der Metropolitan Opera statt. Die Inszenierung stammte von Colin Graham, Bühne und Kostüme von John Conklin, das Lichtdesign von Gil Weschler und die Choreografie von Debra Brown. Zu den Sängern gehörten Håkan Hagegård (Beaumarchais), Teresa Stratas (Marie Antoinette), James Courtney (Louis XVI.), Jane Shaulis (Dame mit Hut), Gino Quilico (Figaro), Judith Christin (Susanna), Peter Kazaras (Graf Almaviva), Renée Fleming (Rosina), Neil Rosenshein (Léon), Tracy Dahl (Florestine), Graham Clark (Bégearss), Stella Zambalis (Cherubino), Marilyn Horne (Samira) und Ara Berberian (Suleyman Pasha).
Die Produktion war außerordentlich erfolgreich und führte zu einer Reihe von Neuinszenierungen in anderen Städten sowie zu einer Fernsehaufzeichnung. Corigliano wurde für die Oper mit dem International Classical Music Award ausgezeichnet.
Eine überarbeitete Fassung mit reduzierter Besetzung, von Corigliano auf seiner Website als „Standard Version“ bezeichnet, hatte am 14. Oktober 1995 an der Lyric Opera of Chicago Premiere. Hier dirigierte Leonard Slatkin. Regie, Bühne und Kostüme lagen erneut in den Händen von Colin Graham und John Conklin. Es sangen u. a. Håkan Hagegård (Beaumarchais), Sheri Greenawald (Marie Antoinette), Dwayne Croft (Figaro), Wendy White (Susanna), Richard Drews (Graf Almaviva), Sylvia McNair (Rosina), Gary Lehman (Léon), Sunny Joy Langton (Florestine), Graham Clark (Bégearss), Charlotte Hellekant (Cherubino) und Della Jones (Samira). Diese Fassung wurde auch 1999 von der Staatsoper Hannover in einer Neuinszenierung von Jerome Sirlin unter der musikalischen Leitung von Andreas Delfs gespielt.
An der Metropolitan Opera gab es in den 1990er Jahren eine Wiederaufnahme mit reduzierter Besetzung. Eine weitere dort geplante Wiederaufnahme wurde während der Nachwehen der Großen Rezession aufgegeben.
Eine weitere überarbeitete Fassung mit reduzierter Besetzung erstellte der Komponist John David Earnest für eine Produktion des Opera Theatre of St. Louis 2009. Sie wurde anschließend auch beim irischen Wexford Festival und einigen weiteren Musikfestivals gezeigt.
Der bei Pentatone als CD herausgegebene Mitschnitt einer Produktion der Los Angeles Opera von 2015 unter der Leitung von James Conlon erhielt den Grammy Award 2017 als „Best Opera Recording“.
Eine Inszenierung von Jay Lesenger wurde 2019 beim Glimmerglass Festival und in der Königlichen Oper Versailles gezeigt. Arte Concert stellte einen Video-Mitschnitt im Internet bereit.

## Aufnahmen
- 4. Januar 1992 – James Levine (Dirigent), Orchester und Chor der Metropolitan Opera New York.
 Håkan Hagegård (Beaumarchais), Teresa Stratas (Marie Antoinette), James Courtney (Louis XVI.), Jane Shaulis (Dame mit Hut), Gino Quilico (Figaro), Judith Cristin (Susanna), Peter Kazaras (Graf Almaviva), Renée Fleming (Rosina), Neil Rosenshein (Léon), Tracy Dahl (Florestine), Graham Clark (Bégearss), Wilbur Pauley (Wilhelm), Stella Zambalis (Cherubino), Ara Berberian (Suleyman Pasha), Philip Cokorinos (englischer Botschafter), Marilyn Horne (Samira).
 Live aus New York.[13]:3161
- 10. Januar 1992 – James Levine (Dirigent), Colin Graham (Inszenierung), Orchester und Chor der Metropolitan Opera New York.
 Besetzung wie am 4. Januar 1992.
 Video; live aus New York.
 DG VI: 072 430 3.[13]:3159
- 15. April 1992 – James Levine (Dirigent), Orchester und Chor der Metropolitan Opera New York.
 Hector Vasquez (Beaumarchais), Teresa Stratas (Marie Antoinette), James Courtney (Louis XVI.), Jane Shaulis (Dame mit Hut), Gino Quilico (Figaro), Judith Cristin (Susanna), Kurt Streit (Graf Almaviva), Hei-Kyung Hong (Rosina), Paul Groves (Léon), Tracy Dahl (Florestine), Allan Glassman (Bégearss), Bradley Garvin (Wilhelm), Wendy White (Cherubino), Ara Berberian (Suleyman Pasha), Peter Van Derick (englischer Botschafter), Marilyn Horne (Samira).
 Live aus New York.[13]:3163
- Oktober 1995 – Leonard Slatkin (Dirigent), Orchester und Chor der Chicago Lyric Opera.
 Håkan Hagegård (Beaumarchais), Sheri Greenawald (Marie Antoinette), James Courtney (Louis XVI.), Jane Shaulis (Dame mit Hut), Dwayne Croft (Figaro), Wendy White (Susanna), Richard Drews (Graf Almaviva), Sylvia McNair (Rosina), Gary Lehman (Léon), Sunny Joy Langton (Florestine), Graham Clark (Bégearss), Wilbur Pauley (Wilhelm), Charlotte Hellekant (Cherubino), Stefan Szafarowsky (Suleyman Pasha), Bruce Hall (englischer Botschafter), Della Jones (Samira).
 Live aus Chicago.[13]:3165
- Februar/März 2015 – James Conlon (Dirigent), Orchester und Chor der LA Opera.
 Christopher Maltman (Beaumarchais), Patricia Racette (Marie Antoinette), Kristinn Sigmundsson (Louis XVI.), Victoria Livengood (Dame mit Hut), Lucas Meachem (Figaro), Lucy Schaufer (Susanna), Joshua Guerrero (Graf Almaviva), Guanqun Yu (Rosina), Brenton Ryan (Léon), Stacey Tappan (Florestine), Robert Brubaker (Bégearss), Joel Sorensen (Wilhelm), Renée Rapier (Cherubino), Philip Cokorinos (Suleyman Pasha), Museop Kim (englischer Botschafter), Patti LuPone (Samira).
 Live aus dem Dorothy Chandler Pavilion im Los Angeles Music Center; Grammy Award 2017 als „Best Opera Recording“.
 Pentatone PT6538 (2 CDs).[1]
- 7. Dezember 2019 – Joseph Colaneri (Dirigent), Jay Lesenger (Inszenierung), Orchester der Königlichen Oper Versailles.
 Jonathan Bryan (Beaumarchais), Teresa Perrotta (Marie Antoinette), Peter Morgan (Louis XVI.), Ben Schaefer (Figaro), Kayla Siembieda (Susanna), Brian Wallin (Graf Almaviva), Joanna Latini (Rosina), Spencer Britten (Léon), Emily Misch (Florestine), Christian Sanders (Bégearss).
 Video; live aus der Königlichen Oper von Versailles.
 Videoübertragung von Arte Concert.[12]